# 内外工業いくえい会観音新町運動広場
内外工業いくえい会観音新町運動広場（ないがいこうぎょういくえいかいかんのんしんまちうんどうひろば）は、広島県広島市西区観音にある運動公園。
2025年開場。命名権を一般社団法人内外いくえい会が取得している。施設は県と市の共同所有、指定管理者西区スポーツパートナーズが管理している。

## 施設
- 敷地面積 : 約7ha [1]
- グラウンド
  - 180m×185m（少年野球・ソフトボール用4面分、サッカー用2面分）[2][1]
  - ロングパイル人工芝（マウンド・ホームベース周辺のみ真砂土）[2][1]
- 付帯施設
  - 簡易照明設備[2]
  - 防球ネット[2]
  - ダッグアウト[2]
  - 砂地アップスペース（臨時駐車場兼務）[2]
  - 管理棟
  - 駐車場 : 普通乗用車167台、大型バス10台、身障者用駐車場4台[2]

2016年11月広島東洋カープは前田健太のポスティングシステム移籍で生じた譲渡金の一部を広島市に寄付、この金を原資として市が主体となって施設整備が進められた。人工芝と照明の整備にはスポーツ振興くじ助成金を活用しており、人工芝工事は公募型プロポーザル方式で選定の結果ミズノが行った。周辺のクスノキは元々駅前通りの中央分離帯に植えられていたもので、 広島電鉄駅前大橋ルート整備に伴い当地に移植された。
広島県内随一の人工芝グラウンドと駐車場を持つ。市は少年野球やサッカーでの利用のほか、全国大会開催も視野に入れている。

## 沿革
2017年策定された「広島西飛行場跡地利用計画」に基づき、旧滑走路（県・市共有地）に整備された。2020年開場の予定で進められたが、MICE施設整備の候補地となったためペンディングとなった。2022年7月造成開始、2023年開場の予定で進められたが、G7広島サミットで警備用ヘリコプターのヘリポートとして利用されることになったため一時中断している。
2025年3月開場。総工費約18億6千万円。財源はカープからの寄付金6億円と、残りが県と市の折半になる。
当初から指定管理者制度を導入している。西区内にある西区スポーツセンター・南観音庭球場・南観音運動広場とともに4施設共同の指定管理で公募、シンコースポーツ中国（株）・（株）イズミテクノからなる西区スポーツパートナーズに選定された。契約期間は2030年3月末まで。
維持費捻出のため当初から命名権を活用している。内外工業（株）を母体とする（一社）内外いくえい会が取得し「内外工業いくえい会観音新町運動広場」とした。命名権料は年440万円で、期間は2030年3月末まで。

## 交通
- 広電バス3号線観音マリーナ行、「山陽学園前」バス停下車、徒歩5分
- 広電バス8号線観音マリーナ行、「山陽学園前」バス停下車、徒歩5分